# Акияма, Симоэ
Симоэ Акияма (яп. 秋山シモエ; 19 мая 1903 — 29 января 2019) — японская долгожительница. На момент смерти она являлась старейшим живущим жителем префектуры Айти, вторым в Японии и третьим в мире.

## Рекорды долголетия
- 10 марта 2018 года — вошла в число 50 старейших людей в истории.
- 19 мая 2018 года — стала 46-м верифицированным человеком в истории, кто отпраздновал своё 115-летие.
- 22 июля 2018 года — стала третьей в списке ныне живущих верифицированных долгожителей.
- 3 января 2019 года — вошла в число 25 старейших людей в истории.